# Sepolture di Pazyryk

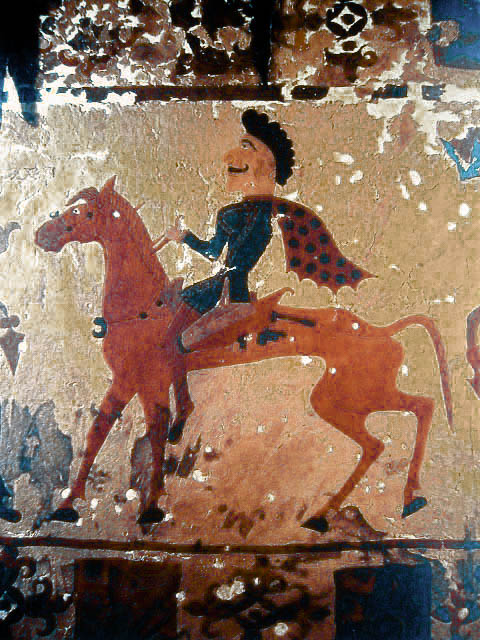
Cavaliere, artefatto in feltro di Pazyryk, c. 300 a.C.

Le sepolture di Pazyryk (in russo Пазырык?) sono un certo numero di tombe scitiche/saka dell'età del ferro trovate nella valle di Pazyryk nell'Altopiano di Ukok, tra i Monti Altaj (Siberia), a sud della moderna città di Novosibirsk (Russia), vicino ai confini con Cina, Kazakistan e Mongolia.
Le tombe sono kurgan di tipo scita, tumuli tombali contenenti camere di legno ricoperte da grandi ometti di massi e pietre, datati tra il IV e il III secolo a.C. Le sepolture di Pazyryk sono responsabili dell'introduzione del termine kurgan, una parola russa, nell'uso generale per descrivere queste tombe. La regione dei kurgan di Pazyryk è considerata il luogo tipo della più ampia cultura di Pazyryk. Il sito è incluso nelle Montagne d'Oro dell'Altaj, patrimonio mondiale dell'UNESCO.
I portatori della cultura di Pazyryk erano nomadi pastorali a cavallo della steppa, e alcuni potrebbero aver accumulato grandi ricchezze attraverso il commercio di cavalli con mercanti in Persia, India e Cina. Questa ricchezza è evidente nella vasta gamma di reperti delle tombe di Pazyryk, che includono molti rari esempi di oggetti organici come arazzi di feltro, seta cinese, il primo tappeto di pelo conosciuto, cavalli addobbati con ornamenti elaborati, mobili in legno e altri oggetti per la casa. merce. Questi reperti sono stati conservati quando l'acqua filtrava nelle tombe nell'antichità e si congelava, avvolgendo i corredi funerari nel ghiaccio, che rimasero congelati nel permafrost fino al momento del loro scavo.
A causa di uno strano gelo climatico, alcune delle sepolture Altai-Sayan, in particolare quelle del V secolo a.C. a Pazyryk e siti vicini, come Katanda, Shibe e Tuekt, furono isolate dalle variazioni climatiche esterne da uno strato protettivo di ghiaccio che conservava le sostanze organiche in essi sepolte. Alcuni disegni geometrici e simboli del sole, come il cerchio e la rosetta, ricorrono a Pazyryk ma sono completamente superati in numero da motivi animali. Tali caratteristiche specificamente scitiche come le giunture zoomorfe, cioè l'aggiunta di una parte di un animale al corpo di un altro, sono più rare nella regione altaica che nella Russia meridionale. Il cervo e i suoi parenti, tuttavia, hanno un posto di rilievo nell'Altai-Sayan come nell'arte scitica.
"Anche a Pazyryk si trovano maschere mortuarie barbute di ben definita origine greco-romana, senza dubbio ispirati dai Regni ellenistici del Bosforo cimmero".

## Scoperte

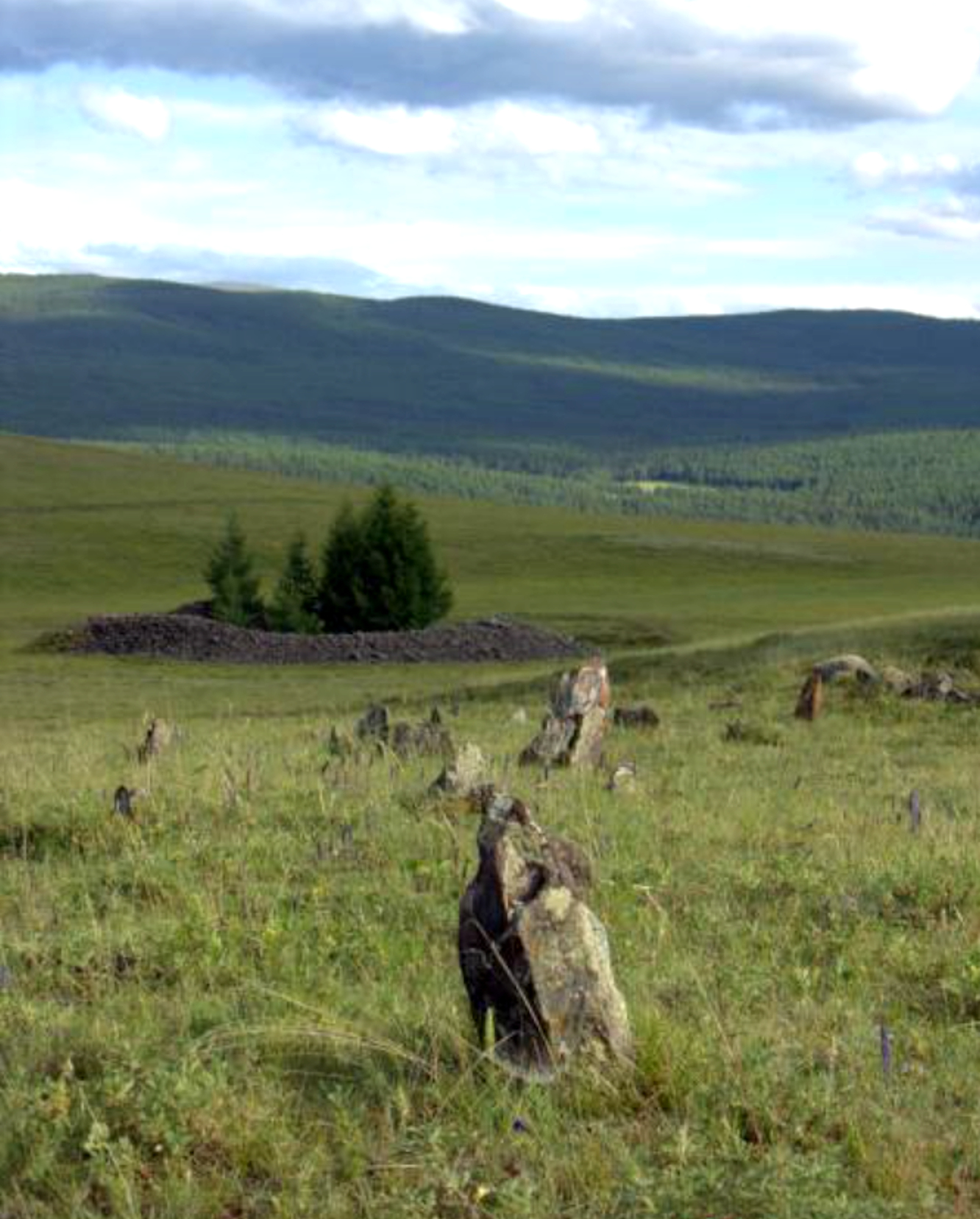
I tumuli di Pazyryk

La prima tomba a Pazyryk, il tumulo 1, fu scavata dall'archeologo MP Gryaznov nel 1929; i tumuli 2–5 furono scavati da Sergei Ivanovich Rudenko nel 1947–1949. Mentre molte delle tombe erano già state saccheggiate in tempi precedenti, gli scavatori hanno portato alla luce cavalli sepolti e con loro selle di stoffa, feltro e tappeti intrecciati perfettamente conservati, incluso il più antico tappeto a pelo del mondo, un  3 metri di altezza carro funebre a quattro ruote. URL consultato il 20 giugno 2022 (archiviato dall'url originale il 6 gennaio 2000). del V secolo a.C. e altri splendidi oggetti sfuggiti alle ingiurie del tempo. Questi reperti sono ora esposti al Museo dell'Ermitage di San Pietroburgo.
Le misurazioni craniche delle sepolture di Pazyryk eseguite negli anni '60 suggerivano che i sepolti fossero in gran parte di origine europea con qualche mescolanza di origine dell'Asia nord-orientale.

### Il "Capo di Pazyryk"
La scoperta più sorprendente di Rudenko fu il corpo di un capo Pazyryk tatuato: un uomo di corporatura robusta morto quando aveva circa 50 anni. Parti del corpo si erano deteriorate ma gran parte del tatuaggio era ancora chiaramente visibile. Indagini successive utilizzando la fotografia a infrarossi riflessa hanno rivelato che tutti e cinque i corpi scoperti nei kurgan di Pazyryk erano tatuati. Non sono stati trovati strumenti appositamente progettati per il tatuaggio ma i Pazyryk avevano aghi estremamente sottili con cui eseguivano ricami in miniatura e questi erano probabilmente usati per i tatuaggi.
Il capo era decorato in modo elaborato con una serie intrecciata di disegni sorprendenti che rappresentavano una varietà di animali fantastici. I tatuaggi meglio conservati erano immagini di un asino, un ariete di montagna, due cervi altamente stilizzati con lunghe corna e un immaginario carnivoro sul braccio destro. Due mostri somiglianti a grifoni decorano il petto e sul braccio sinistro ci sono tre immagini parzialmente cancellate che sembrano rappresentare due cervi e una capra di montagna. Sulla parte anteriore della gamba destra un pesce si estende dal piede al ginocchio. Un mostro striscia sopra il piede destro e all'interno dello stinco c'è una serie di quattro arieti in corsa che si toccano per formare un unico disegno. Anche la gamba sinistra porta tatuaggi ma questi disegni non possono essere chiaramente distinti. Inoltre, la schiena del capo è tatuata con una serie di piccoli cerchi in linea con la colonna vertebrale. Questo tatuaggio è stato probabilmente fatto per motivi terapeutici. Le tribù siberiane contemporanee praticano ancora tatuaggi di questo tipo per alleviare il mal di schiena.

### La "Vergine dei ghiacci"

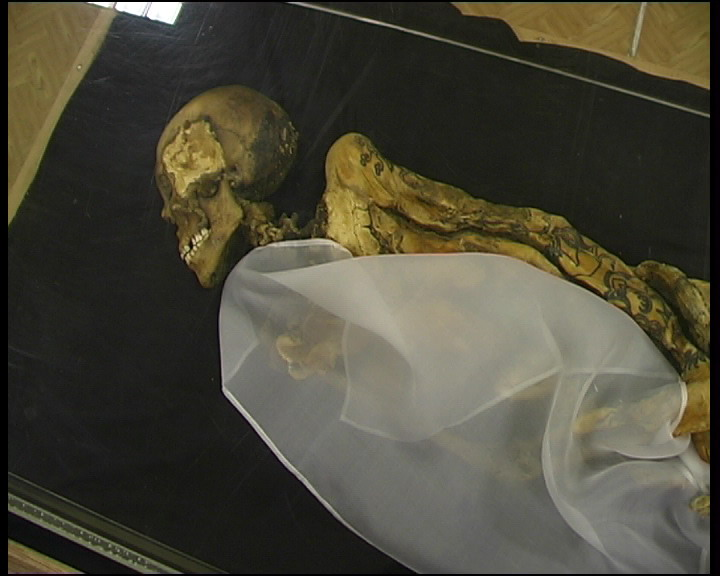
La fanciulla di ghiaccio - V secolo a.C

La più famosa sepoltura indisturbata di Pazyryk finora recuperata è la c.d. "Mummia dell'Altai" o "Vergine dei ghiacci", trovata dall'archeologa Natalia Polosmak nel 1993 a Ukok, vicino al confine cinese. Il ritrovamento era un raro esempio di una donna single a cui fu data una completa sepoltura cerimoniale in una tomba a camera di legno nel V secolo aEV, accompagnata da sei cavalli. Fu sepolta oltre 2.400 anni fa in una bara modellata dal tronco scavato di un larice siberiano. All'esterno della bara c'erano immagini stilizzate di cervi e leopardi delle nevi scolpite nella pelle. Poco dopo la sepoltura, la tomba era stata apparentemente allagata da una pioggia gelata e l'intero contenuto della camera funeraria era rimasto congelato nel permafrost . Sei cavalli che indossavano finimenti elaborati erano stati sacrificati e giacevano a nord della camera. Il corpo ben conservato della fanciulla, accuratamente imbalsamato con torba e corteccia, era disposto a giacere su un fianco come se dormisse. Era giovane e aveva i capelli rasati, ma indossava una parrucca e un cappello alto; era 167 centimetri (5 ft 6 in) alto. Anche i tatuaggi in stile animalier sono stati preservati sulla sua pelle pallida: creature con le corna che si sviluppano in forme fiorite. La sua bara era abbastanza grande da contenere l'alto copricapo di feltro che indossava, decorato con cigni e gatti intagliati ricoperti d'oro. Indossava una lunga gonna di lana a righe bianche e cremisi e calze di feltro bianche. Inizialmente si pensava che la sua camicetta gialla fosse fatta di seta selvaggia " tussah ", ma un esame più attento delle fibre indica che il materiale non è cinese ma era una seta selvaggia che proveniva da qualche altra parte, forse dall'India. Vicino alla sua bara c'era una nave fatta di corno di yak e piatti contenenti doni di semi di coriandolo: tutto ciò suggerisce che le rotte commerciali di Pazyryk si estendevano attraverso vaste aree dell'Iran. Si pensava che piatti simili in altre tombe contenessero Cannabis sativa, a conferma di una pratica descritta da Erodoto ma dopo prove si scoprì che la miscela era costituita da semi di coriandolo, probabilmente usati per mascherare l'odore del corpo.
Due anni dopo la scoperta della "fanciulla di ghiaccio", il marito del dottor Polosmak, Vyacheslav Molodin, trovò un uomo congelato, tatuato in modo elaborato con un alce, con due lunghe trecce che arrivavano alla vita, sepolto con le sue armi.
La dottoressa Anicua ha anche notato che la sua camicetta era un po' macchiata, indicando che il materiale non era un indumento nuovo, fatto per la sepoltura.

### Il "Tappeto di Pazyryk"

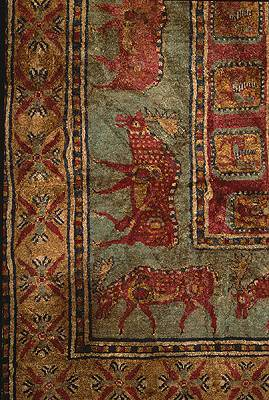
Il tappeto di Pazyryk (particolare)

Uno dei reperti più famosi a Pazyryk è il tappeto Pazyryk, che è probabilmente il più antico tappeto annodato sopravvissuto al mondo. Secondo la maggior parte delle fonti, era fabbricato nell'antica Armenia, utilizzando il doppio nodo armeno e la cocciniglia armena come colorante rosso. Secondo un'altra fonte, è un'opera persiana importata a causa della sua decorazione. Misura 183 cm × 200 cm (6 piedi 0 in × 6 piedi 7 in) e ha una densità di nodi di circa 360.000 nodi per metro quadrato, che è superiore alla maggior parte dei tappeti moderni. La parte centrale del tappeto è costituita da un motivo a nastro, mentre nel bordo c'è una processione con alci o cervi, e in un altro guerrieri di confine a cavallo. Quando è stato trovato era stato congelato in un blocco di ghiaccio, motivo per cui è così ben conservato. Il tappeto può essere visto al Museo dell'Ermitage di San Pietroburgo (Russia).

### Altri ritrovamenti
In un angolo di una camera funeraria del cimitero di Pazyryk c'era un sacco di pelo contenente semi di cannabis, un incensiere pieno di pietre e la struttura esapode di una tenda per inalazione: si ritiene che questi siano stati utilizzati alla fine del rituale funerario per la purificazione .
È stato scoperto che altri kurgan indisturbati contengono resti straordinariamente ben conservati, paragonabili alle precedenti mummie di Tarim dello Xinjiang. I corpi sono stati preservati utilizzando tecniche di mummificazione e sono stati anche congelati naturalmente in ghiaccio solido dall'acqua che filtrava nelle tombe. Erano racchiusi in bare ricavate da tronchi di larice scavati (che potevano avere un significato sacrale) e talvolta accompagnati da concubine e cavalli sacrificati. Il raggruppamento di tombe in un'unica area implica che avesse un significato rituale particolare per queste persone, che probabilmente erano disposte a trasportare i loro capi defunti per grandi distanze per la sepoltura.
Nell'estate del 2012 sono state scoperte tombe in varie località.  Nel gennaio 2007 una tomba in legno di un biondo capo guerriero è stata portata alla luce nel permafrost della regione dei monti Altai vicino al confine con la Mongolia. Il corpo del presunto capo dei Pazyryk è tatuato; il suo mantello di zibellino è ben conservato, così come alcuni altri oggetti, tra cui quelle che sembrano forbici. Un archeologo locale, Aleksei Tishkin, si è lamentato del fatto che la popolazione indigena della regione disapprova fortemente gli scavi archeologici, spingendo gli scienziati a spostare le loro attività oltre il confine con la Mongolia.

## La cultura di Pazyryk
Rudenko inizialmente assegnò l'etichetta neutrale "cultura di Pazyryk" a questi nomadi e li datò al V secolo a.C. Tale datazione fu rivista per i tumuli 1-5 che ora si ritiene risalgano al IV-III secolo a.C. Da allora la cultura Pazyryk è stata collegata agli Sciti le cui tombe simili sono state trovate attraverso le steppe. Il tatuaggio in stile animalistico siberiano è caratteristico degli Sciti. I manufatti mostrano che questi antichi nomadi dell'Altai avevano legami culturali e commerciali con l'Asia centrale, la Cina e il Vicino Oriente. Ci sono prove che le rotte commerciali di Pazyryk fossero vaste e collegate con diverse aree dell'Asia, India inclusa, forse mercanti Pazyryk che commerciavano in gran parte in cavalli di alta qualità.